# 36. Jahrhundert v. Chr.
Portal Geschichte | Portal Biografien | Aktuelle Ereignisse | Jahreskalender | Tagesartikel

◄ |
5. Jt. v. Chr. |
4. Jahrtausend v. Chr. | 3. Jt. v. Chr.  ►

◄ |
38. Jh. v. Chr. |
37. Jh. v. Chr. |
36. Jahrhundert v. Chr. |
35. Jh. v. Chr. |
34. Jh. v. Chr. |
►
Das 36. Jahrhundert v. Chr. begann am 1. Januar 3600 v. Chr. und endete am 31. Dezember 3501 v. Chr. Dies entspricht dem Zeitraum 5550 bis 5451 vor heute oder dem Intervall 4811 bis 4715 Radiokohlenstoffjahre.

## Zeitrechnung/Kalender
- 21. Juni 3507 v. Chr.: Beginn der Kalenderrechnung der Aymara.

## Zeitalter/Epoche
- Subboreal (ab 3710 bis 450 v. Chr.).
- Jungneolithikum in Mitteleuropa (4400 bis 3500 v. Chr.).

## Ereignisse

Der Round Cairn der Cairns von Camster, Caithness, Schottland

- Baubeginn des Ġgantija-Tempels in Malta.
- 3600 bis 3200 v. Chr.: Auf Malta Baubeginn am ersten Tempel des Sonnentempels von Mnajdra. Seine Steinbänke und Steintische unterscheiden ihn von anderen europäischen Megalithanlagen.
- 3600 bis 3000 v. Chr.: Auf Malta Bau der Tempelanlagen von Ta’ Ħaġrat und Kordin III.
- Um 3500 v. Chr.: Baubeginn an den Cairns von Camster in Schottland.

## Archäologische Kulturen

### Kulturen in Nordafrika
- Tenerium (5200 bis 2500 v. Chr.) in der Ténéré-Wüste mit Fundstätte Gobero

### Kulturen in Ägypten
- Naqada-Kultur in Oberägypten (Naqada I – 4500 bis 3500 v. Chr.)
- Die Maadi-Kultur in Unterägypten (4000 bis 3500 v. Chr.) erreicht ihr Ende

### Kulturen in Mesopotamien und im Nahen Osten
- Ghassulien-Kultur (4500 bis 3500 v. Chr.) in Israel
- Dschiroft-Kultur (4000 bis 1000 v. Chr.) im Iran
- Mittlere Uruk-Zeit (3800 bis 3400 v. Chr.) in Mesopotamien – Uruk 18-15 oder Uruk VIII bis Uruk VI bzw. LC-3

- Einzelfundstätten:
  - Ninive (ab 6500 v. Chr.) im Norden Mesopotamiens – Ninive 3 bzw. Gaura A
  - Tappe Sialk (6000 bis 2500 v. Chr.) im Iran – Sialk III
  - Amuq (6000 bis 2900 v. Chr.) in der Türkei – Amuq E
  - Tell Brak (6000 bis 1360 v. Chr.) in Syrien – TW 18-19
  - Mersin (5400 bis 2900 v. Chr.) in Anatolien – Mersin 15
  - Eridu (ab 5300 bis ca. 1950 v. Chr.) in Mesopotamien – Eridu 8-6
  - Tappa Gaura (5000 bis 1500 v. Chr.) im Norden Mesopotamiens – Gaura 13-12
  - Tell Chuera (5000 bis 1200 v. Chr.) in Syrien
  - Tell Hamoukar (4500 bis 2000 v. Chr.) in Syrien
  - Arslantepe in der Türkei – Periode VIII mit Tempel C (3900 bis 3500 v. Chr.)
  - Tepe Yahya im Iran – Periode V der Yahya-Kultur (3800 bis 3400 v. Chr.)
  - Susa im Iran (ab 4000 v. Chr.) – Susa II
  - Tell Hammam et-Turkman in Syrien – Vb

### Kulturen in Ostasien
- China
  - Dadiwan-Kultur (5800 bis 3000 v. Chr.), oberer Gelber Fluss
  - Yangshao-Kultur (5000 bis 2000 v. Chr.), Zentral- und Nordchina
  - Hongshan-Kultur (4700 bis 2900 v. Chr.), Nordostchina
  - Daxi-Kultur (4400 bis 3300 v. Chr.), mittlerer Jangtsekiang
  - Dawenkou-Kultur (4100 bis 2600 v. Chr.), entlang Gelbem Meer
  - Beiyinyangying-Kultur (4000 bis 3000 v. Chr.), unterer Jangtsekiang
  - Songze-Kultur (3900 bis 3200 v. Chr.), unterer Jangtsekiang

- Vietnam:
  - Đa Bút-Kultur (4000 bis 1700 v. Chr.)

### Kulturen in Südasien
- Industal:
  - Amri-Kultur (4. und 3. Jahrtausend v. Chr.)

- Belutschistan:
  - Mehrgarh – Periode III (4800 bis 3500 v. Chr.)
  - Nal-Kultur (3800 bis 2200 v. Chr.)

### Kulturen in Nordasien
- Botai-Kultur (3700 bis 3100 v. Chr.) in Kasachstan

### Kulturen in Europa
- Nordeuropa:
  - Bootaxtkultur (4200 bis 2000 v. Chr.) in Skandinavien und im Baltikum

- Nordosteuropa:
  - Memel-Kultur (7000 bis 3000 v. Chr.) in Polen, Litauen und Belarus
  - Grübchenkeramische Kultur (4200 bis 2000 v. Chr. - Radiokarbonmethode: 5600 bis 2300 v. Chr.) in Norwegen, Schweden, Baltikum, Russland und Ukraine
  - Rzucewo-Kultur (5300 bis 1750 v. Chr.) im Baltikum und in Polen
  - Narva-Kultur (5300 bis 1750 v. Chr.) in Estland, Lettland und Litauen
- Osteuropa:
- Kurgan-Kulturen (5000 bis 3000 v. Chr.) in Kasachstan, Russland, Ukraine: die Sredny-Stog-Kultur (4500 bis 3500 v. Chr.) nördlich des Asowschen Meeres erreicht ihr Ende.
- Beginn der Jamnaja-Kultur (3600 bis 2300 v. Chr.) in Russland und in der Ukraine

- Südosteuropa:

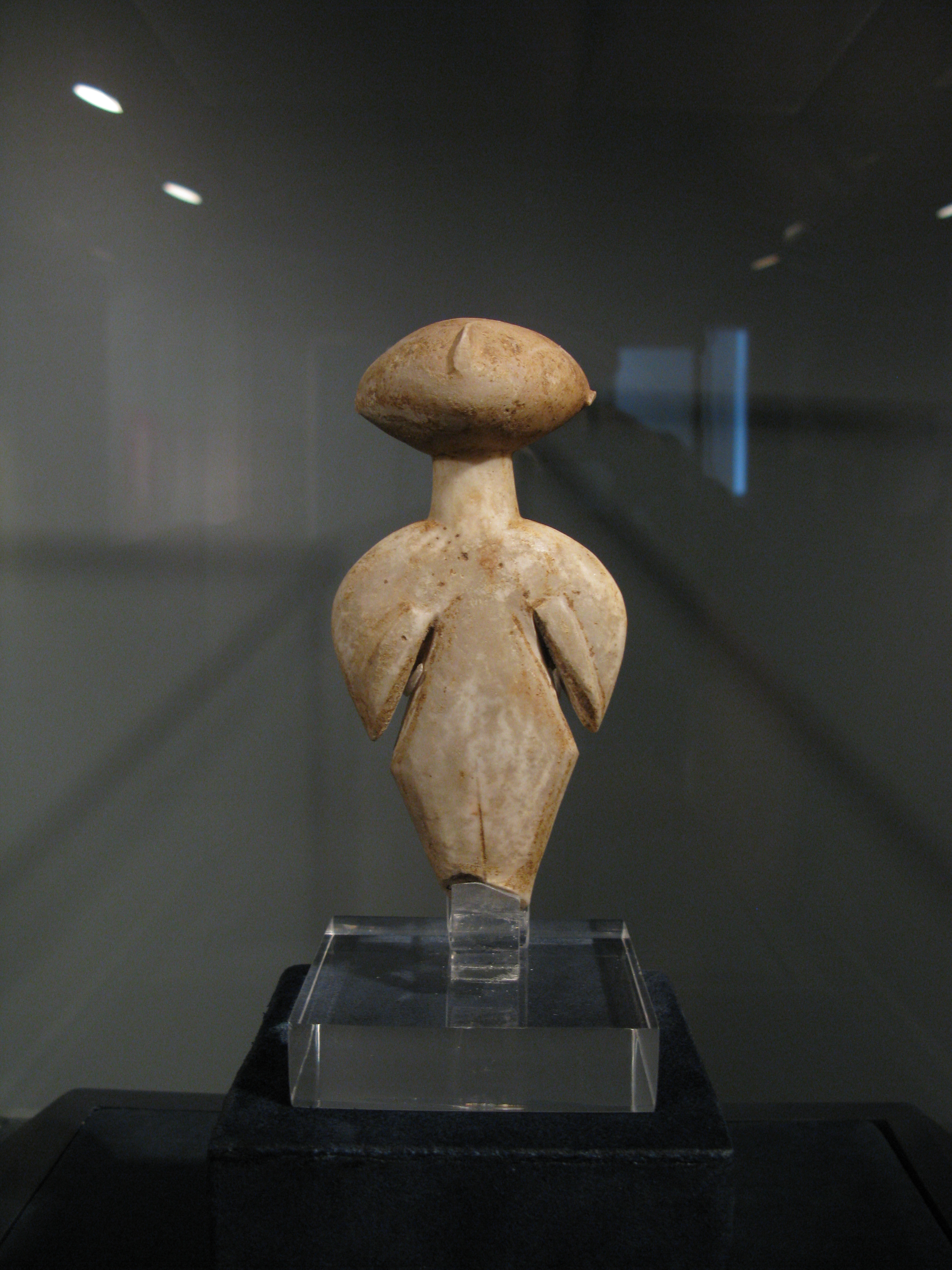
„Sternengucker“ von Kilia, Thrakien

  - Verschwinden der Donauzivilisation (5000 bis 3500 v. Chr.) am Ende des Jahrhunderts
  - Cucuteni-Kultur (4800 bis 3200 v. Chr.) in Rumänien, Moldawien und in der Ukraine : Cucuteni, Phase B bzw. Tripolje, Phase B2/C1 (4000 bis 3500 v. Chr.)
  - Die Boian-Kultur in Rumänien und Bulgarien (4300 bis 3500 v. Chr.) erreicht ihr Ende – Phase IV – Spanţov Phase – 4000 bis 3500 v. Chr.
  - Cernavodă-Kultur (4000 bis 3200 v. Chr.) in Rumänien, Moldawien und Ukraine

- Südeuropa:

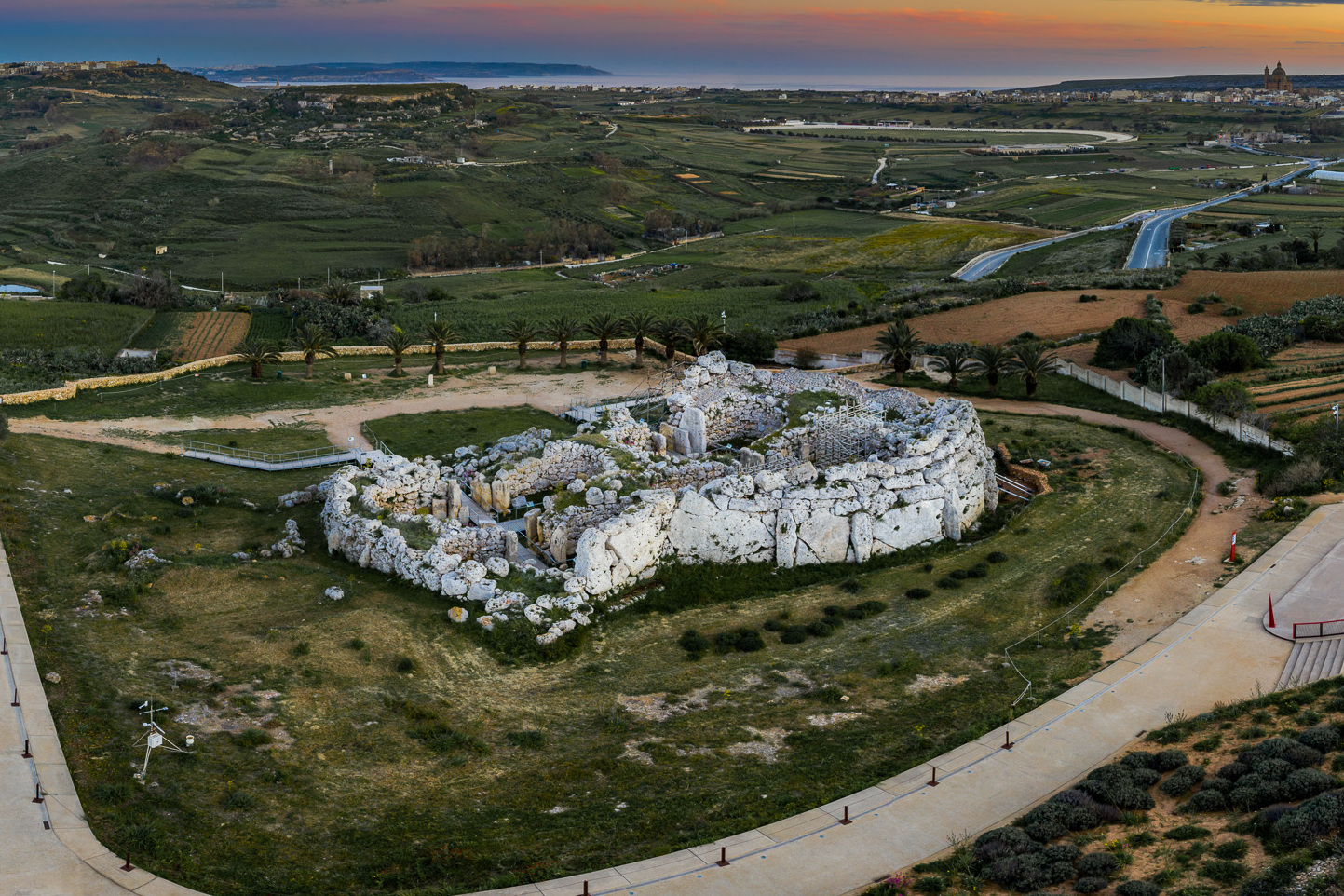
Tempel von Ġgantija auf Malta

  - Sardinien: Ozieri-Kultur (4000 bis 3200 v. Chr.)
  - Malta: Ġgantija-Phase der Tempelperiode (3600 bis 3300/3000 v. Chr.): Tempel von Ġgantija und Mnajdra.
  - Kreta – frühminoische Vorpalastzeit gemäß Warren und Hankey (1989) – FM I (3650/3500 bis 3000 v. Chr.).[1] Laut Manning (1995) liegt der Beginn des FM I jedoch wesentlich später, nämlich bei 3100/3000 v. Chr.;[2] in der niedrigen und in der hohen Datierung erfolgt er bereits bei 3300 v. Chr.

- Mitteleuropa – das Jungneolithikum (4400 bis 3500 v. Chr.) geht zu Ende:
  - Auslaufen der Michelsberger Kultur (4400 bis 3500 v. Chr.) in Frankreich und in Südwestdeutschland und der
  - Rössener Kultur (4500/4300 bis 3500 v. Chr.) in Ostdeutschland
  - Altheimer Gruppe – Bayern – 3800 bis 3400/3300 v. Chr.
  - Beginn der Badener Kultur – Mittel-Donauraum – Früheste Boleraz (3517 bis 3373 v. Chr.)
  - Mondseekultur – Salzkammergut – 3770 bis 3200 v. Chr.
  - Endstadium der Pfyner Kultur – Schweiz – 3900 bis 3500 v. Chr.
  - Trichterbecherkultur (nördliches Mitteleuropa) – 4200 bis 2800 v. Chr.
    - Satruper Stufe – 3700 bis 3500 v. Chr.
    - Baalberger Kultur – 3800 bis 3400 v. Chr. – TRB-MES II (3800 bis 3500 v. Chr.)

- Westeuropa:
  - Chassey-Lagozza-Cortaillod-Kultur (4600 bis 2400 v. Chr.) in Frankreich, Schweiz und Italien mit
    - Chasséen (4300 bis 3500 v. Chr.) in Frankreich
    - Lagozza-Kultur (3900 bis 3400 v. Chr.) in Oberitalien

  - Megalithkulturen:
    - Frankreich (4700 bis 2000 v. Chr.)
    - Iberische Halbinsel (4000 bis 2000 v. Chr.) in Spanien und Portugal

### Kulturen in Amerika
- Nord- und Zentralamerika:
  - Archaische Periode. Errichtung von Mounds in den östlichen Waldgebieten ab 4000 v. Chr.
  - Coxcatlán-Phase (5000–3400 v. Chr.) in Tehuacán (Mexiko)

- Südamerika:
  - Chinchorro-Kultur (7020 bis 1500 v. Chr.) in Nordchile und Südperu
  - Valdivia-Kultur (3950 bis 1750 v. Chr.) in Ecuador